# Soldados mexicanos y mexicano-estadounidenses en la Guerra de Corea
Más de 100,000 soldados mexicanos y mexicano-estadounidenses participaron en la Guerra de Corea (1950-53) bajo la bandera de las Naciones Unidas y el mando de las Fuerzas Armadas de Estados Unidos. Su presencia tuvo lugar debido a diversos factores, entre ellos al enrolamiento de jóvenes mexicanos y estadounidenses de origen mexicano que se encontraban en Estados Unidos entre finales de los años 1940 y 1953. Otros mexicanos cruzaron la frontera con Estados Unidos para enrolarse en el ejército como voluntarios. Un acuerdo entre México y Estados Unidos sobre el servicio militar, que data de 1943, permitió que los mexicanos que ingresaron en las Fuerzas Armadas de Estados Unidos no perdieran la nacionalidad mexicana. Los soldados de origen mexicano combatieron en numerosos frentes en Corea y muchos recibieron reconocimientos del gobierno estadounidense por su valor.
El gobierno mexicano no participó de forma directa en la Guerra de Corea con el envío de tropas debido a que, a finales de la Segunda Guerra Mundial, adoptó una posición de no alineación y neutralidad respecto a la rivalidad entre las dos superpotencias de ese entonces, Estados Unidos y la Unión Soviética. Sin embargo, México brindó apoyo a Corea del Sur con ayuda humanitaria (alimentos y medicamentos).

## Antecedentes
La composición demográfica de Estados Unidos hacia 1950 y la migración mexicana a ese país explican el gran número de soldados de origen mexicano en las fuerzas armadas estadounidenses.

### Mexicanos en Estados Unidos y emigración mexicana
Con anterioridad a 1848 el suroeste de Estados Unidos formaba parte del territorio mexicano. Después de la Guerra con Estados Unidos (1846-48), hasta que el acuerdo de Guadalupe Hidalgo hizo que México cediera dicho territorio a cambio de dinero. Más del 80% de los mexicanos que vivían en la región se concentraban en los estados de California y Texas.
A partir de la Revolución Mexicana (1910-1920) tuvo lugar una creciente migración de mexicanos hacia Estados Unidos. Se estima que entre 1910 y 1930 alrededor de un millón de mexicanos emigraron hacia el territorio estadounidense, cuya entrada hasta 1924, antes de la creación de la patrulla fronteriza y de un sistema de cuotas de ingreso por nacionalidad, no requería de permisos migratorios específicos. Muchos de los migrantes cruzaron con sus familias, y también tuvieron hijos varones nacidos en Estados Unidos, que fueron llamados a las armas durante la Segunda Guerra Mundial y la Guerra de Corea.

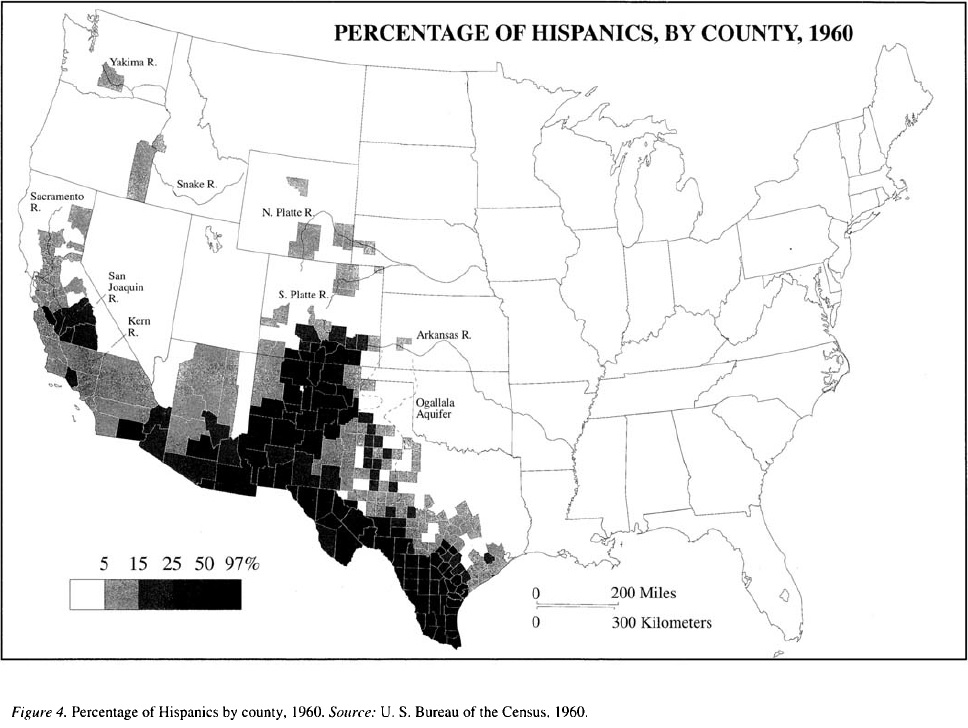
Porcentaje de hispanos por condado en Estados Unidos, Censo de 1960.

Cuando faltaron trabajadores durante la Segunda Guerra Mundial, Estados Unidos negoció una serie de acuerdos con México, enfocados en el reclutamiento de mano de obra mexicana para desempeñar trabajos principalmente agrícolas en su territorio. Estos acuerdos se conocieron como el Programa Bracero, que propició entre 1942 y 1964 el cruce legal de aproximadamente 4.5 millones de trabajadores masculinos mexicanos. Muchos de ellos decidieron ingresar al Ejército de Estados Unidos como voluntarios al vencer sus contratos.

### Acuerdo bilateral en materia de servicios militares
La participación de mexicanos en la Guerra de Corea fue facilitada por el Acuerdo entre México y Estados Unidos sobre el servicio militar de nacionales de cada país que residen en el otro, a través de un intercambio de notas diplomáticas suscritas entre Ezequiel Padilla, Secretario de Relaciones Exteriores de México, y Herbert S. Bursley, Encargado de Negocios a. i. de Estados Unidos en México, y vigente del 22 de enero de 1943 al 28 de octubre de 1952. No fue renovado posteriormente a esa fecha. Dicho acuerdo, negociado después de la declaración de guerra de México a Alemania y los países del Eje, tenía como propósito permitir que los mexicanos reclutados en el ejército de los Estados Unidos no perdieran la nacionalidad mexicana, dado que este hecho era causal, según el artículo 37 de la Constitución Política de los Estados Unidos Mexicanos, de la pérdida de la nacionalidad. El acuerdo estipulaba que «los nacionales de cada país que residen en el otro, [pueden] ser registrados y reclutados en las fuerzas armadas del país de su residencia, en las mismas condiciones que los nacionales de éste» y sin perder su nacionalidad de origen.

## El gobierno de México y la Guerra de Corea
A pesar de que México participó en la Segunda Guerra Mundial junto con los aliados desde mayo de 1942, al final de ésta y durante el periodo posterior de la Guerra Fría el gobierno mexicano decidió aplicar el principio de la no intervención, no alinearse con ninguna potencia y mantener su neutralidad. Por esta razón, México no participó en la Guerra de Corea y no ha participado en ningún otro conflicto bélico desde entonces. No obstante, el gobierno mexicano envió ayuda humanitaria a Corea del Sur mediante la donación de alimentos y suministros médicos con un valor equivalente a $350 mil dólares de 1951.
Otra de las modalidades de la cooperación mexicana fue la participación de médicos en las campañas de la ONU para erradicar enfermedades infecciosas como la viruela, el tifo y la tifoidea en la península coreana. Los médicos Guillermo López Nava y Gustavo A. Rovirosa fueron reconocidos por su trabajo.
Por otra parte, el gobierno mexicano también presentó una iniciativa diplomática en el seno de las Naciones Unidas para intentar resolver el diferendo sobre el intercambio o destino de los miles de prisioneros de guerra, conocido como "El acuerdo mexicano sobre los prisioneros de guerra" o la "Iniciativa Alemán", ya que a nombre del presidente mexicano Miguel Alemán Valdés fue promovida ante las Naciones Unidas. Este importante asunto impedía la firma del armisticio entre las partes en conflicto, y prolongó la guerra más de un año: mientras la República Popular China y Corea del Norte pedían la devolución de todos sus prisioneros, Corea del Sur y la coalición de las Naciones Unidas pugnaron por una repatriación voluntaria, caso por caso, por razones humanitarias. El representante mexicano ante las Naciones Unidas y futuro Secretario de Relaciones Exteriores, Luis Padilla Nervo, fungió como presidente de la Sexta Asamblea General (septiembre de 1951 – junio de 1952) y facilitó la presentación de la propuesta mexicana, que se basaba en que los prisioneros coreanos y chinos no repatriados trabajaran en territorios de Estados miembros de las Naciones Unidas dispuestos a ofrecerles asilo temporal. A pesar de contar con el apoyo de Francia, Reino Unido, Canadá, Brasil, Argentina y Estados Unidos, dicha propuesta no prosperó, al ser rechazada por la República Popular China y Corea del Norte.

## Número de soldados de origen mexicano

### Estimaciones sobre el número de soldados
No existe una fuente oficial, ni en México ni en Estados Unidos, que precise el número de soldados mexicanos y de origen mexicano que participaron en la Guerra de Corea. Solo los registros individuales de cada soldado que se encuentran dentro de los archivos del Departamento de Defensa de Estados Unidos indican su lugar de nacimiento. Quienes han investigado a los latinos fallecidos en Corea hallaron, no obstante, ciertas inconsistencias en los registros de lugar de nacimiento. Por ejemplo, siete de estos, como el Sargento Vincent Mauro Wade y Leopoldo V. Castillo, fueron registrados erróneamente como provenientes de las Islas Vírgenes, cuando en otras fuentes, tales como el Archivo Histórico Genaro Estrada de la Secretaría de Relaciones Exteriores de México y el Korean War Project, figuran como originarios de México. La República Mexicana no tenía en ese entonces ninguna vinculación ni comunicación directa con las Islas Vírgenes.
En la ficha de reclutamiento existía una clasificación racial; la mayoría de los mexicanos o sus descendientes fueron registrados como «caucásicos» o «blancos», ante la ausencia de una clasificación específica para ellos. Otros mexicanos modificaron sus nombres, dificultándose la identificación de su origen. Por ejemplo, Raúl Álvarez del Castillo, originario de Guadalajara, Jalisco, y enterrado en el panteón municipal de dicha ciudad, se registró como «Ralph A. Castle». Numerosos José se volvieron «Joe», y Juan «John», «Johnny» o «J.».
El Departamento de Veteranos de Estados Unidos comenzó a usar la clasificación de «hispanos» (Hispanic) o «latinos» posteriormente a la Guerra de Corea. Esta categoría abarca a todos los soldados cuyos ascendientes hablaban español («hispano»), o son de origen latinoamericano («latino»). Es importante destacar que la primera vez que el gobierno federal de Estados Unidos utilizó la palabra «hispano» en un censo fue en 1980, tras años de debate sobre la utilización de este término. «Latinos» o «hispanos» se usan indistintamente en el presente texto, en función de las fuentes consultadas.
El gobierno mexicano no tenía medios para llevar a cabo un registro de sus nacionales que se enlistaron en el ejército de los Estados Unidos. Sólo tuvo conocimiento de los soldados fallecidos que regresaron al país, y no se conoce un archivo que contenga la información completa de estos.
La organización sin fines de lucro Latino Advocates for Education, establecida en Orange, California, tras años de investigación estimó, por extrapolaciones de listados de soldados, que en la Guerra de Corea participaron «más de 180 mil soldados latinos». En una carta fechada el 10 de noviembre de 2007 y dirigida a los veteranos de Corea, la Congresista estadounidense por California, Loretta Sánchez,  señalaba que «más de 180,000 hispanos americanos sirvieron en esta guerra».
Se estima que de estos 180,000 soldados, al menos 100,000 eran de origen mexicano, dado que se trataba del grupo más importante de hispanos en Estados Unidos; cerca de 61,000 fueron puertorriqueños, de acuerdo con cifras del  Departamento de Defensa; y  el resto provenía de otros países de América Latina, el Caribe y España, que en ese entonces tenían una presencia demográfica muy reducida en Estados Unidos. Generalizando, dos tercios de los soldados hispanos tenían orígenes mexicanos y un tercio eran originarios de Puerto Rico.
De acuerdo con datos del Censo de 1990, recuperados por  el Departamento de Veteranos, en ese año seguían vivos 4.9 millones de veteranos de la Guerra de Corea, de un total inicial de 6.8 millones. De estos, «había un estimado de 133,500 hispanos». Correspondían al 3% del total de veteranos sobrevivientes.

### Mexicanos y mexicano-estadounidenses fallecidos
De acuerdo con los registros de defunción de los Archivos de Defensa de los Estados Unidos, 3,734 bajas de un total de 36,574 fueron de origen «hispano o latino»; este número representa poco más del 10% de las bajas estadounidenses. Tomando en cuenta que se registraron 734 portorriqueños fallecidos en acción, siguiendo la proporción señalada arriba de un tercio de soldados portorriqueños y casi dos tercios de origen mexicano, al menos 2,400 fallecidos eran de origen mexicano.
Latino Advocates for Education contabiliza solo 1,286 latinos de Estados Unidos fallecidos en Corea, y 734 portorriqueños, lo que da un total de 2,020. La diferencia debe estribar en el uso de bases de datos diferentes.
Si se considera a los soldados mexicanos y mexicano-estadounidenses como una categoría separada, éstos ocupan el tercer lugar de las bajas de los países de las Naciones Unidas en la Guerra de Corea, después de Corea del Sur, con 227,800 y Estados Unidos, con 54,246. Sigue después el Reino Unido, con 710 soldados fallecidos y Australia, con 297 soldados.

### Motivaciones para ingresar en el ejército de Estados Unidos
De acuerdo con las leyes de Estados Unidos, toda persona nacida en su territorio es automáticamente estadounidense (principio de ius soli). Por tanto, todo hijo de mexicano(a) nacido en Estados Unidos tenía derecho a las dos nacionalidades y al alcanzar los 18 años, cuando el servicio militar era obligatorio en dicho país, debía cumplir con él. El gobierno de México no reconoció la doble nacionalidad hasta 1998. Por tanto, en los años en que ocurrió la Guerra de Corea, quienes habían nacido en Estados Unidos de padre o madre mexicano, si querían mantener la nacionalidad mexicana debían renunciar a la nacionalidad estadounidense al momento de cumplir la mayoría de edad, que en ese entonces era de 21 años. Esto significa que todos los que fueron enrolados en el ejército antes de esa edad no habían aún optado por su nacionalidad definitiva. Los jóvenes de origen mexicano nacidos en Estados Unidos tenían la posibilidad de cruzar la frontera a México para evadir la obligación de cumplir con su servicio militar obligatorio e ir a Corea. La gran mayoría optó por quedarse, como señala el veterano de guerra Raúl R. Morin:«no obstante la discriminación constante y el continuo rechazo al acceso a las mismas oportunidades, cuando la guerra llegó a Estados Unidos, nadie nos pudo acusar de esquivar el reclutamiento o huir a México, para evitar el servicio militar, como se nos acusó durante la Primera Guerra Mundial».
En el caso de los mexicanos nacidos en México y que se encontraban en Estados Unidos por cualquier motivo, el enrolamiento en el ejército no era obligatorio. Sin embargo, a finales de los años cuarenta y durante la Guerra de Corea, testimonios diversos indican que nacionales mexicanos fueron forzados a enlistarse. El Archivo Histórico Genaro Estrada de la Secretaría de Relaciones Exteriores cuenta con diversos expedientes que reportan protestas de cónsules mexicanos por detenciones arbitrarias de nacionales, incluyendo trabajadores bajo el Programa Bracero, que alcanzaron a comunicarse con el consulado más cercano antes de ser forzados a firmar su incorporación al ejército.
Numerosos mexicanos también se enlistaron en el ejército de Estados Unidos de manera voluntaria, al concluir su contrato laboral, como forma de mantener un ingreso y no tener que regresar a México, donde sus perspectivas laborales eran inciertas. La mayoría de los voluntarios se enlistó con miras a obtener la nacionalidad estadounidense al término de su conscripción militar de tres años, inclusive aquellos que habían ingresado a Estados Unidos sin documentación legal.  En aquel entonces era prácticamente automático el otorgamiento de la nacionalidad a los extranjeros que concluían sin penalidades su conscripción militar.
Se han registrado otras motivaciones de orden psicológico. José Villarreal, de Tlalnepantla de Baz, narra en sus memorias aún inéditas que decidió cruzar a Estados Unidos y enlistarse en el ejército «para regresar como héroe» a ojos de su familia y amigos que radicaban en ese entonces en la Ciudad de México. Cuando se enroló, Villarreal hablaba un inglés rudimentario y durante su entrenamiento en California tuvo que tomar cursos del idioma con otros conscriptos mexicanos, puertorriqueños e indígenas. Por su parte, César Augusto Borja Ochoa cuenta que para él el aislamiento en el ejército era una forma de reconstruir la dañada relación que tenía con su padre, al querer demostrarle que podría ser "un hombre de bien".

## Mexicanos y mexicano-estadounidenses en la Guerra de Corea
Durante la Guerra de Corea, los soldados de origen mexicano combatieron en múltiples frentes. Se destacan a continuación la existencia de un escuadrón mexicano, y algunos de los primeros registros de bajas y prisioneros:

### El escuadrón mexicano
De acuerdo con las memorias del cabo Jesús Rodríguez, de Los Ángeles, California, existió un escuadrón conformado exclusivamente por mexicanos y mexicano-estadounidenses durante la Guerra de Corea. Relata que este escuadrón mexicano, bajo las órdenes del Sargento Baker, estaba dirigido «de forma eficaz y ordenada». Este escuadrón formaba parte de la Compañía «A» del Equipo de Combate del Regimiento 35 de la 25a División. Por el elevado número de soldados de origen mexicano y la costumbre del ejército de Estados Unidos, en esa época, de agrupar a los soldados por «raza» u origen nacional, se estima que deben haber existido más escuadrones o pelotones semejantes al que describe el cabo Rodríguez. Los documentos personales de José Villareal confirman la observación de Rodríguez ya que contienen dos fotografías de una unidad conformada por mexicanos previos a su enrolamiento y con sus ropas de civil, y otra de ese mismo grupo en formación y con su uniforme militar.

### Primeras bajas y prisioneros
A sólo tres días del inicio del conflicto, el 28 de junio de 1950, un avión de reconocimiento de las fuerzas estadounidenses que había despegado de Japón sobrevoló la península coreana y se estrelló en el Mar Amarillo, por una falla mecánica. En él se encontraba el sargento Joe Campos, un mexicano-estadounidense originario de Miami, condado de Gila, Arizona. Su cuerpo fue recogido casi tres años después. Fue una de las primeras bajas extranjeras de la Guerra.
Pocos días después tuvo lugar el primer encuentro entre tropas estadounidenses y norcoreanas, en Osan, conocido como «Batalla de Osan». Ocurrieron las primeras bajas en combate, así como las primeras capturas de prisioneros de guerra, los cuales regresarían a sus lugares de origen más de tres años después. Florentino Gonzales, de Chicago, Illinois, hijo de mexicanos, estaba en ese grupo de soldados que padecieron los campos de prisioneros de Corea del Norte.

## Veteranos destacados

### Reconocimiento del gobierno de Estados Unidos
Algunos soldados mexicanos y mexicano-estadounidenses han sido reconocidos por su labor y actuación durante la Guerra de Corea, recibiendo algunas de las condecoraciones de mayor valor del gobierno de Estados Unidos. Dentro de las condecoraciones recibida, se entregaron quince Medallas de Honor del Congreso a hispanos, diez de ellas a mexicano-estadounidenses y cinco Cruces de Mérito Naval. Se estima que se entregó la Cruz por Servicios Distinguidos a 37 hispanos y la Estrella de Plata a alrededor de 498 soldados hispanos.
Una escuela en el estado de California y un barco de la armada estadounidense llevan el nombre de Eugene Obregón, quien sacrificó su vida para salvar la de sus compañeros el 26 de septiembre de 1950 durante el asalto a la ciudad de Seúl. Richard Edward Cavazos combatió en Corea como teniente y fue décadas más tarde el primer general de cuatro estrellas de origen mexicano del ejército de Estados Unidos.
El presidente estadounidense Lyndon B. Johnson, reconoció a los soldados de origen mexicano en el prólogo del libro de Raul Morin Among the Valiant (en ese entonces era Vicepresidente): «Los soldados estadounidenses de origen mexicano sirvieron con distinción. Pelearon con valor. […] La evidencia de su valor y de su devoción patriótica al deber se encuentra en los registros oficiales de numerosas unidades de combate y en el distinguido papel que jugaron los merecedores de la Medalla de Honor del Congreso».

### Reconocimiento del gobierno de la República de Corea
El gobierno de Corea del Sur también ha participado en los reconocimientos y condecoraciones a estos soldados. En junio de 2020, la Embajada de dicho país en México inició la campaña "Búsqueda de veteranos mexicanos de la Guerra de Corea" a través de los medios de comunicación. En octubre de 2020, el viceministro de Asuntos Exteriores de Corea del Sur, Kim Gunn, visitó en su domicilio al veterano mexicano José Villarreal y le entregó la medalla Apóstol de la Paz del Ministerio de los Asuntos de Patriotas y Veteranos. El agregado militar de Corea en México, Kim Yoon Joo, entregó igualmente la medalla Apóstol de la Paz al veterano Jesús Cantú Salinas en su domicilio de Monterrey, Nuevo León, el 8 de abril de 2021. Se espera que el gobierno coreano entregue más de estas medallas a los veteranos mexicanos todavía con vida o a sus familiares.
El 27 de julio de 2024 el Primer Ministro Han Duck Soo entregó al veterano Alberto Jesús Fernández Almada, a nombre del Presidente Yoon Suk-yeol, la Orden Chungmu al Mérito Militar, en Seúl.

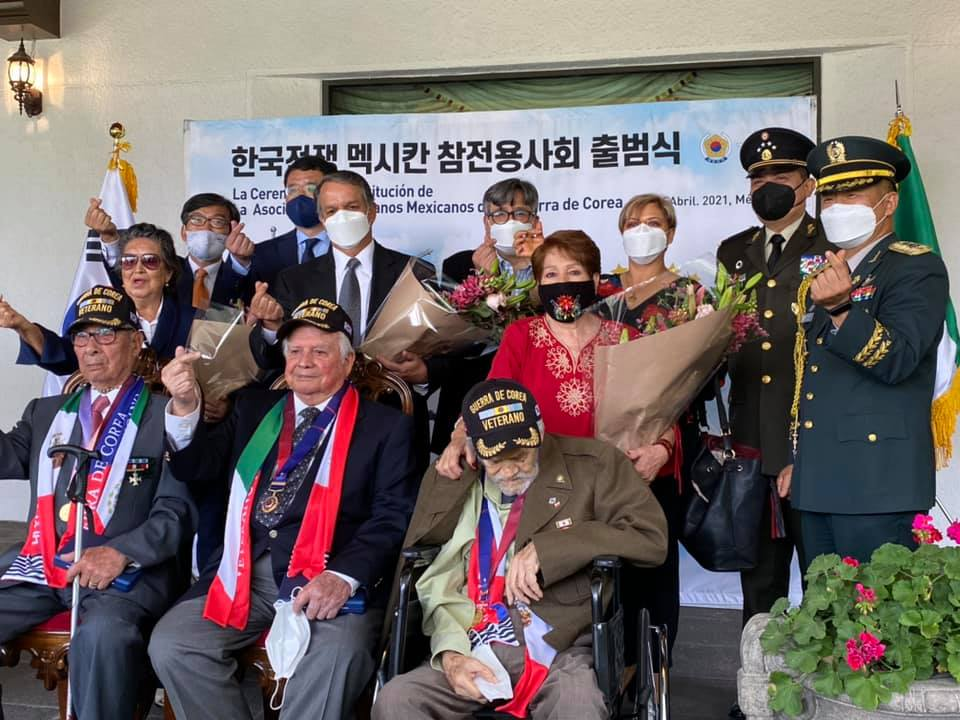
Ceremonia del establecimiento de la Asociación Mexicana de Veteranos de la Guerra de Corea, abril 2021. Esta Asociación busca reconocer a los soldados mexicanos que pelearon en este conflicto bajo el mando del ejército estadounidense.

## Constitución de la primera asociación mexicana de veteranos de la Guerra de Corea
El 24 de abril de 2021 se constituyó, en la residencia del Embajador de la República de Corea en México, la Asociación de Veteranos Mexicanos de la Guerra de Corea. Estuvieron presentes tres veteranos: Roberto Sierra Barbosa (Zapopan, Jalisco), José Villarreal Villarreal (Tlalnepantla da Baz, Estado de México) y Alberto Fernández Almada (Ciudad Obregón, Sonora), mientras el veterano Jesús Cantú Salinas, de Monterrey, Nuevo León, participó por videoconferencia. Fueron testigos de honor el Secretario de la Defensa Nacional de México, General Luis Cresencio Sandoval González, el Primer Viceministro de Asuntos Exteriores de la República de Corea, Choe Jong-kun y el embajador Suh Jeong-in. Participaron igualmente familiares de cinco veteranos ya fallecidos. Asimismo, el ministerio de Patriotas y Veteranos de Corea hizo una donación de cubrebocas contra el COVID-19 en ocasión de la constitución de dicha asociación.
El primer presidente de la Asociación, José Villarreal Villarreal, falleció el 1 de mayo del 2021. Lo sustituyó el veterano Roberto Sierra Barbosa. 

## La Guerra de Corea en el cine mexicano
La Guerra de Corea dejó una huella en la sociedad mexicana de los años cincuenta. Tres películas de esa década la mencionan desde distintos ángulos.  
En la palma de tu mano, dirigida en 1950 por Roberto Gavaldón y estrenada en 1951, menciona la pérdida de un hijo en la guerra. En una de las escenas de la película, la señora Carmelita (Enriqueta Reza), quien no sabe leer, pide al Profesor Jaime Karín (Arturo de Córdova) que le lea una carta que recibió de su hijo. En ella «el Secretario del Ejército» le informa que su hijo, el soldado de Primera Clase Arturo García Luna, «fue muerto en combate en Incheon, Corea.» El Profesor Karín miente para no hacerla sufrir y le dice que lo han cambiado de regimiento y que se encuentra muy lejos, «en el lugar más hermoso que haya conocido», pero que no puede decir en dónde porque «sus superiores no se lo permiten».
En la palma de tu mano fue galardonada en 1952 con el premio Ariel otorgado por la Academia Mexicana de Artes y Ciencias Cinematográficas a Mejor película, Dirección, Actuación Masculina, Fotografía, Argumento original, Edición, Escenografía y Sonido.
La película ¡Ay amor... cómo me has puesto! dirigida por Gilberto Martínez Solares en 1951, trata el tema de la guerra de manera cómica. A causa de un desamor, el actor Tin Tan (Germán Valdés) exclama ante sus amigos: «¡Lo que voy a hacer, es irme a la Guerra de Corea!» Tras admirar su valentía, deciden todos acompañarlo a lo que resulta ser un cabaret con ese nombre.
Me gustan valentones! De Julián Soler (1959), trata el tema de la valentía como un valor esencial de la masculinidad en el campo mexicano. José González (Luis Aguilar) es un mexicano residente en los Estados Unidos que se casa mediante poder notarial con una ranchera, Chela (Rosita Quintana), quien espera recibir a un esposo «muy macho».  Al llegar José a San Valentín de la Sierra, Chela se decepciona porque su marido no responde a las burlas y provocaciones de los hombres del pueblo, y en el clímax de la cinta estalla reprochándole que es un cobarde y «poco hombre». José abre delante de ella un pequeño cofre de su propiedad y derrama fotografías, recortes de prensa en inglés y medallas. Responde que él estuvo en la Guerra de Corea, que fue «un pobre sargento de origen mexicano que mereció la Medalla del Congreso [de Estados Unidos] por … su cobardía!», que usó «todas las armas inventadas por los hombres», y sus manos «han matado a miles de hombres». Desde entonces había jurado nunca volver a pelear y había ido en busca de la paz «que por lo visto los hombres desprecian». Acto seguido sale del rancho, se dirige al pueblo y golpea a los que lo habían agraviado.

## La Guerra de Corea en la pintura, la literatura y la música mexicana
Diego Rivera, uno de los artistas mexicanos más connotados de la primera mitad del siglo 20, alude en el mural "Pesadilla de guerra y sueño de paz" a la Guerra de Corea.  En esta obra ejecutada entre 1951 y 1952, de 19 metros de largo por 5 de alto, figuran entre otros un soldado norcoreano supuestamente crucificado por las fuerzas de Corea del Sur en Tchedonindo; una bomba atómica; los líderes de la Unión Soviética, José Stalin y de la República Popular China, Mao Zedong ofrecieron una paloma de la paz a personificaciones de Estados Unidos, Reino Unido y Francia. En otro espacio del lienzo Frida Kahlo, esposa de Diego Rivera, en silla de ruedas, recaba firmas en apoyo al llamado por la paz y por la proscripción de la bomba atómica lanzado desde Estocolmo en abril de 1950 por el Comité Permanente de Partidarios de la Paz. Este mural, encargo del gobierno mexicano para itinerar por varios países europeos, no fue aceptado por su carácter político, por lo que entonces fue vendido o regalado por el pintor a la República Popular China y desapareció. Solo subsisten fotografías tomadas durante el proceso de realización, y bocetos sobre papel. 
El destacado escritor mexicano José Revueltas publicó la novela corta "Los motivos de Caín" en 1957. Fue también coguionista de la película En la palma de tu mano. La novela es una trágica alegoría de la humanidad a la mitad del siglo 20, enfocada en el tema del fratricidio, con una explícita referencia bíblica en el título a la historia de los hermanos Caín y Abel. A través del personaje principal, el mexicano-estadounidense y desertor del ejército Jack Mendoza, la novela trata de las dos Coreas en guerra, del incidente conocido como Disturbios del Zoot Suit que opuso a soldados estadounidenses de origen anglosajón y mexicano-estadounidenses en Los Ángeles, California, y por último del sorprendente encuentro en un campo de batalla de Corea de Jack Mendoza con el soldado norcoreano Kim, nacido en México de padre coreano y madre mexicana. 
La Guerra de Corea también estuvo presente en la música mexicana de los años cincuenta. El famoso trío "Los tres caballeros" grabó en 1953, bajo el sello RCA Victor, "Carta de Corea", en la que un soldado mexicano escribe a su madre que encuentra malherido y le pide a la virgen que lo alivie y le conceda volver a su lado. De manera jocosa en "Vamos a Corea", el grupo Los Xochimilcas solo repite, al final de la pieza musical con ritmo de Boogie-woogie: "vámonos para Corea, yo no sé por qué pelean". El compositor texano Daniel Garcés y su grupo "Los tres reyes" (no confundir con el famoso trío de mismo nombre, fundado por los hermanos Puente en México) grabó bajo la marca Wolf Recordings "Voy pa' Corea", donde canta "Voy a la guerra porque el gobierno me llama" y agrega: "Voy a señales que un latinoamericano nunca se raja, ni en su tierra ni en la extraña. Otras piezas musicales tanto de México como del sur de Estados Unidos se refieren al mismo tema: la polka "Recuerdos de Korea", de Santiago Jiménez y sus valedores; "Ya volví a Corea" del Conjunto Arizmendez; "Ya me voy para Corea", del Trío Imperial; "Una carta para Corea", del Conjunto Álamo de San Antonio, Texas. 